# 村田正
村田 正（むらた ただし、1914年（大正3年）12月15日 - 1989年（平成元年）1月23日）は、日本の建築家。戦後の広島復興等で活躍し、広島最大の建築設計事務所となる暁設計事務所を設立して活動の一端を担った。広島市生まれ。

## 来歴
詳しくは参照。
昭和8年に広島市立広島工業学校建築科を卒業して同年4月に広島県土木部営繕課現場監督員として勤務する。昭和13年3月辞任し、同年4月から昭和15年5月にかけては上京し渡辺仁建築事務所に所属していた。その後広島に帰郷、昭和15年6月から東洋工業株式会社に在職していた。昭和20年9月に会社を退職し、同年10月から大旗正二らと暁設計事務所の設立準備に関わった。
昭和21年4月に暁設計事務所を設立して代表に就任した。それからは建築設計より主に建築設計の注文などの対外的な交際活動を行ったとされる。
昭和29年には村田・大旗建築事務所を設立して代表となる。昭和41年に村田相互設計事務所を設立。昭和54年広島市建築行政協会会長。昭和61年11月、永年の功績により日本建築家協会から終身会員に任じられた。